# Hydranthea margarica
Hydranthea margarica is een hydroïdpoliep uit de familie Lovenellidae. De poliep komt uit het geslacht Hydranthea. Hydranthea margarica werd in 1862 voor het eerst wetenschappelijk beschreven door Hincks. 